# The guitar man
The guitar man is een single van Bread. Hij is afkomstig van hun studioalbum Guitar man. Het lied gaat over de verhouding van een gitarist met zijn publiek. Van The guitar man zijn circa tien covers bekend tot in het Fins (Kitaramies).
Op het eind van het nummer is applaus te horen, maar niet voor Bread. Het applaus is opgenomen tijdens een concertaankondiging voor Jim Morrison en The Doors. Een groter verschil dan tussen Bread en The Doors leek destijds haast niet mogelijk. Bread en zeker Gates stonden bekend als braafste jongetje van de klas, terwijl The Doors en vooral Jim Morrison alles zouden hebben gedaan wat God verboden heeft. Na het album Guitar man brak ruzie uit in Bread en de band ging uit elkaar. De band moest vervolgens vier jaar wachten op een nieuwe hit.
De gitaarsolo in dit nummer is uitermate geschikt voor de luchtgitaar, doch om het op tape te krijgen was toch anders. De twee gitaristen van Bread James Griffin en David Gates kregen het niet goed. Studiomuzikant Larry Knechtel zette het in twee uur op tape, met wahwah-effect en al. Knechtel speelde overigens weleens met The Doors.
Er verscheen voor promotie een aparte single. Op beide kanten stond The guitar man; op de A-kant in mono, de B-kant in stereo.

## Hitnotering
Het nummer haalde de elfde plaats in de Billboard Hot 100 in tien weken tijd. Op de easy-listeninglijst bereikte het een nummer 1 –positie. In het Verenigd Koninkrijk haalde het in negen weken de zestiende plaats.

### Nederlandse Top 40
Alarmschijf
| Positie: | 28 | 20 | 15 | 13 | 19 | 25 | 36 | 39 | uit |

### NederlandseDaverende 30
| Positie: | 25 | 17 | 11 | 8 | 11 | uit |

### BelgischeBRT Top 30
| Positie: | 26 | - | - | 30 | uit |

### NPO Radio 2 Top 2000
| Nummer met noteringen in de NPO Radio 2 Top 2000 | '99 | '00 | '01 | '02 | '03 | '04 | '05 | '06 | '07 | '08 | '09 | '10 | '11  | '12  | '13  | '14  |
| ------------------------------------------------ | --- | --- | --- | --- | --- | --- | --- | --- | --- | --- | --- | --- | ---- | ---- | ---- | ---- |
| The guitar man                                   | 606 | 568 | 590 | 460 | 533 | 655 | 665 | 694 | 617 | 614 | 929 | 850 | 1146 | 1450 | 1687 | 1903 |

1. ↑  Een vetgedrukt getal geeft de hoogste notering aan.
2. ↑  Deze tabel is bijgewerkt tot en met de laatste editie (2024).